# Eupithecia plantei
Eupithecia plantei là một loài bướm đêm trong họ Geometridae.